# Hipposideros lylei
Hipposideros lylei (Thomas, 1913) è un pipistrello della famiglia degli Ipposideridi diffuso nell'Ecozona orientale.

## Descrizione

### Dimensioni
Pipistrello di grandi dimensioni, con la lunghezza della testa e del corpo tra 72 e 95 mm, la lunghezza dell'avambraccio tra 78 e 84 mm, la lunghezza della coda tra 48 e 55 mm, la lunghezza del piede tra 16 e 21 mm, la lunghezza delle orecchie di 30 mm e un peso fino a 32 g.

### Aspetto
Il colore generale del corpo varia dal grigio chiaro al marrone chiaro. Le orecchie sono grandi, larghe e con una leggera concavità sul bordo posteriore appena sotto la punta smussata. La foglia nasale presenta una porzione anteriore grande, che copre completamente il muso, con un incavo centrale sul bordo inferiore e con due fogliette laterali supplementari su ogni lato dove è presente una profonda rientranza, un setto nasale non rigonfio ma con le alette intorno alle narici ben sviluppate, una porzione intermedia con una protuberanza centrale, una porzione posteriore triangolare supportata da un setto verticale al centro e due più distinti ai lati. Nei maschi è presente un grosso scudo carnoso dietro di essa, con un profondo incavo superiore all'altezza di una sacca frontale da dove fuoriesce un ciuffo di peli, sostituito da una cresta più bassa nelle femmine e negli esemplari più giovani. La coda è lunga e si estende leggermente oltre l'ampio uropatagio.

## Biologia

### Comportamento
Si rifugia in gruppi fino a 50 individui all'interno di grotte.

### Alimentazione
Si nutre di insetti.

### Riproduzione
Il picco delle nascite nel Vietnam avviene alla fine di aprile.

## Distribuzione e habitat
Questa specie è diffusa nella provincia cinese dello Yunnan, Myanmar orientale, Thailandia; Vietnam e Laos settentrionali e nella Penisola malese.
Vive nelle foreste decidue e sempreverdi, in aree agricole e in altre zone disturbate.

## Conservazione
La IUCN Red List, considerata la tolleranza a diversi tipi di habitat e la popolazione presumibilmente numerosa, classifica H.lylei come specie a rischio minimo (Least Concern)).